# Koh-e Tacht-e Rostam-e Tschah Mar
Koh-e Tacht-e Rostam-e Tschah Mar (persisch کوه تخت رستم چاه مار; „Berg des Throns von Rostam der Brunnenschlange“) ist ein Berg an der afghanisch-iranischen Grenze.
Er liegt nahe der iranischen Stadt Zabol und Sarandsch in der Provinz Nimrus in Afghanistan. Die Gegend gehört zur historischen Region Zabulistan, die als Geburtsort des mythischen Rostam gilt. Nach diesem Helden aus dem persischen Nationalepos Schāhnāme ist der Berg in Iran auch benannt.